# Cybaeolus delfini
Cybaeolus delfini är en spindelart som först beskrevs av Simon 1904.  Cybaeolus delfini ingår i släktet Cybaeolus och familjen panflöjtsspindlar. Inga underarter finns listade i Catalogue of Life.